# Province de Cà Mau
Cà Mau (Khmer: តាខ្មៅ Ta Khmao) est une province de la région du delta du Mékong  au Viêt Nam. Son chef lieu est Cà Mau.

## Géographie
Le parc national de Mui Ca Mau qui se trouve à son extrémité sud abrite le cap Cà Mau (Mũi Cà Mau en vietnamien), l'un des points géographiques les plus méridionaux.

## Transports
La province de Ca Mau est desservie par la route nationale 1A, par la route nationale 63 et par la route Quan Lo-Phung Hiep.
La province est desservie par l'aéroport de Cà Mau avec des vols de Ca Mau à Hô Chi Minh-Ville.

## Liste des districts
La province compte une ville, Cà Mau, et huit districts :
- District de Cái Nước ;
- District de Đầm Dơi ;
- District de Năm Căn ;
- District de Ngọc Hiển ;
- Phú Tân ;
- Thới Bình ;
- Trần Văn Thời ;
- U Minh.